# Obras completas & algo + (1935-1972)
Obras completas & algo + (1935-1972) es el primero de los dos tomos que conforman la antología de poemas más completa a la fecha del escritor chileno Nicanor Parra. Este tomo fue publicado en 2006 en la serie «Opera Mundi» de las editoriales barcelonesas Galaxia Gutenberg y Círculo de Lectores. La antología completa fue supervisada por el propio Parra, y asesorada y establecida por Niall Binns, al cuidado de Ignacio Echevarría.

## Historia editorial
Hasta la publicación de este libro, «las obras completas» de Nicanor Parra había sido por años un proyecto anhelado por varios editores. El libro logró llevarse finalmente a cabo por los editores Niall Binns e Ignacio Echevarría, ambos amigos del poeta, gracias a la persistencia y motivación inicial del escritor Roberto Bolaño, quien convenció al antipoeta de que se realizara esta obra bajo la estricta supervisión del mismo Parra.
Una persona clave durante el proceso fue el amigo común de todos ellos, Marcial Cortés-Monroy, quien actuó como mediador entre Parra, desde su sede de Las Cruces, y los editores, desde Barcelona. Otros colaboradores del libro fueron Roberto Edwards, quien ofreció sus fotografías realizadas a los collages de Quebrantahuesos durante una muestra de artefactos visuales en 2001; Juan Camilo Lorca, de la Biblioteca Nacional de Chile; Hernán Loyola; el periodista Andrés Braithwaite; los escritores y editores Leonardo Sanhueza, Adán Méndez, Matías Rivas, Alejandro Zambra, Roberto Brodsky y Alexandra Edwards; Colombina Parra y Hernán Edwards, guardianes de la biblioteca personal del antipoeta en La Reina.
Si bien la obra es exhaustiva en cuanto al material publicado por Parra, no se pretendió incluir todas sus publicaciones en periódicos, revistas y antologías desperdigados, material del que ni el propio poeta tenía rastro en su totalidad. Asimismo, tampoco se pretendía incluir la enorme cantidad de material inédito escrito por el autor, el cual seguía en aumento al momento de la publicación de este libro.

## Estructura
La antología propiamente tal está antecedida por varios textos. El libro comienza con una presentación de los editores Binns y Echevarría, que resume las dificultades que debieron sortear para la organización del libro. Continúa con un breve prefacio del crítico y teórico literario Harold Bloom, seguido de una extensa introducción del mismo Niall Binns, quien argumenta distintas razones para leer a Parra, y contextualiza su obra cronológicamente. Luego, a petición del propio Parra, se incluye un ensayo incluido como prólogo, del escritor chileno Federico Schopf, titulado «Genealogía y actualidad de la antipoesía: un balance provisorio». Finalmente, se incluye una cronología de Parra entre 1914 y 1972.
A continuación, este volumen se divide en tres partes. La primera abarca toda la obra publicada por el autor, desde Poemas y antipoemas (1954) hasta Artefactos (1972). Como los antipoemas de Artefactos fueron originalmente presentados como «cajas», con una materialidad no apta para un libro, aquí son reproducidos como fotografías tomadas por Guillermo Tejeda. La segunda parte, englobada bajo el título «Los trapos al sol», incluye su primer poemario, Cancionero sin nombre (1937), poco representativo del resto de su obra, así como una muestra significativa y relevante de publicaciones en periódicos, revistas y antologías del autor. Dentro de este material se da particular atención a su etapa juvenil, anterior a la publicación de Poemas y antipoemas. Finalmente, en una tercera sección de anexos se incluyen extractos de traducciones y versiones libres realizados por Parra de trabajos de otros autores.
Dentro de cada parte, los trabajos se ordenan cronológicamente. Cuando un poema ha sido publicado varias veces, se mantiene únicamente su primera aparición cronológica. Por esta razón, en algunos poemarios se omiten algunos títulos.